# Eustazio di Sebaste
Eustazio di Sebaste (Sebaste, 300 circa – 377) è stato un vescovo ariano e monaco cristiano armeno, discepolo di Ario, fu una delle figure principali tra i fondatori del monachesimo in Asia minore.

## Biografia
Dalle poche fonti che parlano di questa figura si evince che probabilmente fu figlio del vescovo di Sebaste Eulalio, metropolita della provincia romana dell'Armenia. Divenne discepolo di Ario e viene citato da Basilio Magno come uno dei più convinti sostenitori della sua dottrina. Dopo essere stato ordinato sacerdote fondò una comunità di monaci. Tuttavia divenne inviso alle gerarchie ecclesiastiche a causa dell'eccessiva stravaganza dei costumi e dei riti della sua comunità e venne privato del sacerdozio da un concilio tenutosi a Nuova Cesarea, con la motivazione formale che non poteva essere al tempo stesso sia monaco che sacerdote.
Nel 340 un nuovo sinodo, tenutosi nella città paflagona di Gangra (l'antica Germanicopolis), condannò severamente i suoi discepoli per gli eccessi nei loro costumi e nella loro condotta. Nella comunità monastica di Eustazio, i suoi adepti avversavano ferocemente il matrimonio, arrivando addirittura a negare qualsiasi forma di contatto o comunicazione con persone sposate, affermando che il matrimonio impedisse la salvezza dell'anima. Simili posizioni li avvicinano ad alcune istanze di altri gruppi come i montanisti e gli encratiti. Il sinodo di Gangra diede così vita a venti regole, nelle quali si proibivano tassativamente le pratiche di Sebaste, senza condannarle direttamente. Lo storico palestinese Sozomeno nella sua Historia Ecclesiastica afferma che Eustazio si fosse sottomesso alle direttive del sinodo di Gangra, abbandonando il fanatismo contro il matrimonio, tuttavia in un successivo sinodo tenutosi ad Antiochia intorno al 341 vide ancora Eustazio accusato, questa volta di spergiuro, probabilmente poiché si era macchiato di non aver mantenuto la promessa di sottomissione fatta sotto giuramento. Tuttavia questa accusa non gli impedì di essere eletto Vescovo di Sebaste nel 356.
A quel tempo Eustazio guadagnò l'attenzione di Basilio, che, prima ancora di fondare la propria comunità monastica nei pressi di Amnesus, fu notevolmente colpito dalla figura di questo monaco e del suo zelo religioso. Ciò è testimoniato dal fatto che successivamente egli difese con dedizione, almeno fino al 372, le posizioni del suo amico e maestro Eustazio. Nel 366 Eustazio riuscì tuttavia a convincere lo stesso papa Liberio della ortodossia delle sue posizioni presentando una confessione di fede nella quale accettava le posizioni della Chiesa assunte durante il Primo concilio di Nicea. Nonostante questa prova formale di fede al cospetto del Papa, nella sostanza Eustazio fu sempre un fervente sostenitore della tesi ariana nelle sue variegate manifestazioni, nei confronti delle quali manifestò una profonda adesione.
Nel 373 Eustazio era a capo della comunità degli Pneumatomachi («Combattenti contro lo Spirito santo»), gruppo professante le tesi di Macedonio di Costantinopoli, amico di Eustazio, tese a negare la santità dello Spirito santo; per questo motivo in questo stesso periodo ruppe l'amicizia con Basilio. Nel 385 il sinodo di Melitene lo estromise dalla sua carica di sacerdote e di titolare del Vescovato di Sebaste, carica che venne occupata da Melezio di Antiochia.